# Bastida de’ Dossi
Bastida de’ Dossi – miejscowość i gmina we Włoszech, w regionie Lombardia, w prowincji Pawia.
Według danych na rok 2004 gminę zamieszkiwało 199 osób, 199 os./km².